# Angelo Gobel
Cristian Angelo Gobel (ur. 25 grudnia 2004) – rumuński skoczek narciarski. Medalista mistrzostw kraju.

## Przebieg kariery
Bez sukcesów startował w Turnieju Czterech Skoczni dzieci. W sierpniu 2019 w Râșnovie zadebiutował w Pucharze Karpat, zajmując 27. miejsce. W październiku 2020 w tej samej miejscowości zadebiutował w FIS Cupie, w słabo obsadzonych zawodach (w obu wystąpiło niespełna 30 zawodników), plasując się na przełomie drugiej i trzeciej dziesiątki (20. i 22. lokata), zdobywając tym samym swoje pierwsze punkty do klasyfikacji generalnej tego cyklu.
Gobel stawał na podium mistrzostw Rumunii w skokach narciarskich – z klubem ACS Săcele latem 2020 zdobył srebro w konkursie drużynowym.

## FIS Cup

### Miejsca w klasyfikacji generalnej
| Sezon     | Miejsce |
| --------- | ------- |
| 2020/2021 | 99.     |

### Miejsca w poszczególnych konkursachFIS Cup
stan po zakończeniu sezonu 2020/2021
| Sezon 2020/2021                                          |             |                  |                  |                |                |               |               |             |             |              |              |               |               |        |        |        |        |        |        |        |        |        |        |        |        |        |        |        |        |        |        |        |
| Râșnov HS97                                              | Râșnov HS97 | Kandersteg HS106 | Kandersteg HS106 | Zakopane HS140 | Zakopane HS140 | Szczyrk HS104 | Szczyrk HS104 | Lahti HS100 | Lahti HS100 | Villach HS98 | Villach HS98 | Oberhof HS100 | Oberhof HS100 | punkty | punkty | punkty | punkty | punkty | punkty | punkty | punkty | punkty | punkty | punkty | punkty | punkty | punkty | punkty | punkty | punkty | punkty | punkty |
| 22                                                       | 20          | –                | –                | –              | –              | –             | –             | –           | –           | –            | –            | –             | –             | 20     | 20     | 20     | 20     | 20     | 20     | 20     | 20     | 20     | 20     | 20     | 20     | 20     | 20     | 20     | 20     | 20     | 20     | 20     |
| Legenda                                                  |             |                  |                  |                |                |               |               |             |             |              |              |               |               |        |        |        |        |        |        |        |        |        |        |        |        |        |        |        |        |        |        |        |
| 1 2 3 4-10 11-30 poniżej 30 - – zawodnik nie wystartował |             |                  |                  |                |                |               |               |             |             |              |              |               |               |        |        |        |        |        |        |        |        |        |        |        |        |        |        |        |        |        |        |        |